# Dansa på min grav
Dansa på min grav, engelsk originaltitel Dance on My Grave : Life and Death in Four Parts, One Hundred and Seventeen Bits, Six Running Reports and Two Press Clippings with a Few Jokes, a Puzzle or Three, Some Footnotes and a Fiasco Now and Then To Help the Story Along,  är en ungdomsbok från 1982 av den brittiske författaren Aidan Chambers. Det är en berättelse om en relation mellan två män, Hal och Berry, som finner varandra. Deras förhållande tar ett abrupt slut när Barry kör ihjäl sig. 
I sin text ska Hal försöka förklara varför han dansat på Barrys grav på den judiska begravningsplatsen, något han blir arresterad och åtalad för. Hal kan inte prata, kanske har han blivit galen? Tankarna snurrar när han funderar kring vänskap, kärlek, döden, lik och framtiden. Vad ska han egentligen bli i framtiden? Alla frågar honom, men själv har han ingen aning. 

## Utgåvor på svenska
- 1983 - Dansa på min grav : ett liv och en död i fyra delar ... ISBN 91-20-07210-4
- 1989 - Dansa på min grav ISBN 91-7448-496-6
- 1994 - Dansa på min grav ISBN 91-1-947041-X
- 2002 - Dansa på min grav ISBN 91-29-65519-6
- 2006 - Dansa på min grav ISBN 91-29-66634-1